# Antoni Palau i Dulcet
Antoni Palau i Dulcet (Montblanc, Conca de Barberà, 20 de desembre de 1867 – Barcelona, 30 de novembre de 1954) va ser un reconegut llibreter i bibliògraf català.
Palau és conegut sobretot per l'obra més important de la seva carrera, Manual del librero hispano-americano, la qual va ser organitzada en dues edicions: la primera entre els anys 1923 i 1927 i la segona entre el 1948 i 1976. Encara que també va publicar moltes altres obres al llarg de la seva carrera, com L'any literari i artístic a Barcelona (1895), La biblioteca del Marqués de Llió (1909), Bibliografia de Cervantes (1924) i Memòries d'un llibreter català (1949), entre d'altres. Aquesta última recull totes les vivències i experiències de l'autor en l'àmbit del llibre.

## Biografia

### Família i infància
Antoni Palau i Dulcet va néixer a la vila de Montblanc l'any 1867, fruit de la relació entre Antonio Palau, d'ofici fuster, i Tecla Dulcet. Va ser el menor de quatre germans pertanyents a una família humil.
Al 1870 les dificultats econòmiques van fer que la seva família es traslladés a Barcelona. Allà Antoni va assistir a l'escola, però el 1876 la va deixar per començar a treballar com a aprenent de lampista amb només vuit anys. A l'any següent va continuar els seus estudis, però finalment al 1880 va abandonar la vida acadèmica definitivament per contribuir econòmicament al manteniment de la seva família.

### Inicis
Palau i Dulcet va mostrar una gran afició pels llibres i la lectura de des molt petit; això li va proporcionar una elevada cultura i formació en l'àmbit. Finalment va manifestar als seus pares el seu desig de ser llibreter i va entrar d'aprenent a una llibreria, però va estar poc temps, ja que va tornar a treballar com a lampista.
Va convertir-se en un gran aficionat a la música, al teatre, l'arqueologia, les excursions i al cinema. Formava part de l'Associació d'Excursions Catalana, de la qual arribaria a ser secretari i per a la que realitzaria un bon nombre de treballs que serien publicats en la seva majoria en el Butlletí de la societat. També va ser soci de l'Ateneu Barcelonès, el que li va permetre fer amistat amb grans figures de la cultura barcelonina de l'època com el crític Josep Yxart, l'escultor Antoni Vilanova o l'arquitecte Antoni Gaudí, amb qui va mantenir una estreta amistat.

### Vida personal
Al 1894 va contraure matrimoni amb Concepció Claveras i Cañal, natural de Vic, amb qui va tenir cinc fills: Antoni, Enric, Miquel, Josep i Agustí (ordenats de més gran a més petit). Tots els descendents van seguir la professió del seu pare d'una manera o altra i fins i tot, un d'ells (Agustí) va continuar la segona edició de la seva obra més important: Manual del librero hispana-americano, entre 1954 i 1977.
Antoni va tenir un sentiment d'exaltació nacional per Catalunya i va participar en alguna activitat política a la seva joventut. El 1895 va ser triat com a president de la Societat de Lampistes i va acudir al V Congrés de la Unió General de Treballadors en representació d'aquesta; també va participar en una convenció política a Xàtiva i va col·laborar amb diferents diaris polítics com La República Social de Mataró, tot i que amb el transcurs dels anys i de la vida es va posicionar neutral políticament parlant.
Durant tota la seva vida va estar immers en el món del llibre, gràcies a això va conèixer i va tractar a les principals figures de la llibreria i la bibliofília com Salvador Babra, Piferrer, Juan Bautista Batlle, Francisco Vindel, etc. i el seu nom era conegut en l'ambient llibreter fins i tot abans de tenir negoci propi.

### Assentament i mort
Va ser la seva dona qui al 1897 el va animar a endinsar-se en el negoci de la llibreria venent alguns dels llibres que havia anat acumulant al llarg dels anys. Ella atenia majoritàriament l'espai que va muntar a la ronda de Sant Antoni mentre ell continuava amb el seu ofici de lampista, el qual va abandonar definitivament el 1899 per dedicar-se completament al seu lloc de llibres, ara al carrer del Buensuceso. El negoci va prosperar i al 1900, Palau i Dulcet va llogar una botiga al carrer de Vistalegre i al 1905 va passar a instal·lar-se definitivament al carrer de Sant Pau, on es van formar animades tertúlies a les quals acudien personatges com Lluís Maria Soler, José Artigas, Antonio Dalmau, entre d'altres.
La fama i el nom d'Antoni Palau creixien en el món del llibre fent-lo conegut pels més prestigiosos llibreters del món, amb els que a la mateixa vegada també mantenia relacions comercials; entre els seus clients més importants destaca Gregorio Marañón. Palau va entregar-se completament al món del llibre i va editar fins a quaranta-un catàlegs de les obres que tenia a la venda al seu negoci, endinsant-se cada vegada més en el món de la bibliografia. Posteriorment, entre 1902 i 1910, també va editar fins a quaranta-sis obres d'una biblioteca de teatre antic i modern.
Al 1906 va començar a treballar en la idea del seu Manual del librero hispano-americano, i entre els anys 1923 i 1927 va aparèixer la primera edició de l'obra, en set volums. Es tracta d'una bibliografia general, retrospectiva i selectiva d'obres impreses a Espanya i Hispanoamèrica o publicades en altres llocs, però referides a qualsevol aspecte de la cultura espanyola.
Posteriorment, Palau decideix començar la segona edició del Manual amb un canvi de perspectiva: elaborar un repertori exhaustiu per deixar constància de tots els impresos relacionats amb la cultura hispanoamericana des del principi de la impremta fins al segle XX. Encara que el primer volum de la segona edició va ser publicat per Palau al 1948, el seu fill Agustí va succeir-lo en la tasca sobtadament, ja que Antoni Palau i Dulcet mor l'any 1954 a Barcelona a causa d'un vessament cerebral mentre treballava en la correcció de proves de la segona edició del seu Manual.

## Reconeixement
Antoni Palau i Dulcet va ser nomenat fill predilecte de Montblanc l'any 1949 per haver escrit les guies de Montblanc, Poblet i la Conca de Barberà entre els anys 1930 i 1932 i per la seva activitat en pro de la revaloració historicoartística de la Vila de Montblanc. El 31 de juliol de 1949, el batlle de la Vila Ducal, Josep Maria Abelló Barrios li va lliurar la medalla d'argent.

## Obres
- El Año artístico y literario en Barcelona 1895. Barcelona: Establecimiento Tipográfico, 1896.
- Bibliografia cronològica de Balmes. Barcelona: Imp. Fills de Jepús, 1915.
- Bibliografía de Cervantes con el valor comercial de las obras descritas por Antonio Palau y Dulcet. Barcelona: Librería Anticuaria, 1924.
- Bibliografía de don Miguel de Cervantes Saavedra. Barcelona: Librería Palau, Asociación de libreros y amigos del libro, 1950.
- Bibliografía de la Conca de Barberà. Barcelona, 1915.
- La biblioteca del Marquès de Lió: notícia. Barcelona: Llibreria Antiquària d'Antoni Palau, 1909.
- Conca de Barbarà. Barcelona: Impremta Romana, 1931-1932.
  - 1 - Guia de Montblanch. Barcelona: Impremta Romana, 1931.
  - II - Guia de Poblet. Barcelona: Impremta Romana, 1931.
  - III - Guia de la Conca. Barcelona: Impremta Romana, 1932 (edició facsímil Montblanc: Consell Comarcal de la Conca de Barberà, 2007 ISBN 9788461213702).
- La Conca de Barberá: monografía histórica y descriptiva. Barcelona: Francesc Altés impressor, 1912.
- De llibres i llibreters. Barcelona: Antonio Palau, 1924.
- Librería anticuaria de Antonio Palau. Barcelona: Antonio Palau, 1909.
- Manual del librero hispano-americano: inventario bibliográfico de la producción científica y literaria de España y de la América Latina desde la invención de la imprenta hasta nuestro días, con el valor comercial de todos los artículos descritos. Barcelona: Libreria Anticuaria, 1923-1927. 7 volums.
  - Edició facsímil Manual del librero hispano-americano: inventario bibliográfico de la producción científica y literaria de España y de la América Latina desde la invención de la imprenta hasta nuestro días, con el valor comercial de todos los artículos descritos. En 7 volums, Madrid: Julio Ollero, 1990 ISBN 8478960082, reimpresa el 2004 ISBN 847895189X).
- Manual del librero hispano-americano: bibliografía general española e hispano-americana desde la invención de la imprenta hasta nuestros tiempos, con el valor comercial de los impresos descritos 2a ed. corregida. Barcelona: Librería Palau, 1948-1977. 28 volums.
  - Agustín Palau Claveras Índice alfabético de títulos-materias, correcciones, conexiones y adiciones del Manual del Librero Hispanoamericano de Antonio Palau Dulcet Empúries: Palacete Palau Dulcet; Oxford: The Dolphin Book, 1981-1987 ISBN 8430047522 (v. 1), 8430071695 (v. 2), 8430094822 (v. 3), 8439811594 (v. 4), 8439835493 (v. 5), 8439857969 (v. 6), 8439884958 (v. 7).
  - Agustín Palau Claveras Addenda & corrigenda o Volúmen complementario del tomo primero del Manual del librero hispanoamericano de Antonio Palau y Dulcet. Barcelona: Palacete Palau y Dulcet, 1990 ISBN 8440475950.
- Memorias de libreros. Madrid: Librería para bibliófilos, 1949.
- Memòries d'un llibreter català. Barcelona: Llibreria Catalònia, 1935.
  - Edició castellana Memorias de un librero catalan, 1867-1935. Barcelona: Llibreria Catalònia, 1935.
- Los orígenes de la imprenta en España. Barcelona; Palau, 1948.
  - De los origenes de la imprenta y su introducción en España. Barcelona: Librería Palau, 1952.
- Refranes castellanos y sentencias de los Santos Padres: texto del siglo XVIII. Barcelona: Imp. Ràfols, 1928.
- La Semana Santa en Montblanch el 1928. Barcelona: Impremta Ràfols, 1928.
- La vespra de Sant Joan a Montblanch el 1927. Montblanch: Cal Sala, 1927.